# Trnovo, Laško
Trnovo este o localitate din comuna Laško, Slovenia, cu o populație de 90 de locuitori.